# Turnera angelicae
Turnera angelicae är en passionsblomsväxtart som beskrevs av Arbo. Turnera angelicae ingår i släktet Turnera och familjen passionsblomsväxter. Inga underarter finns listade i Catalogue of Life.